# ارل هاینز
اِرل کنِت هاینز (انگلیسی: Earl Kenneth Hines؛ ۲۸ دسامبر ۱۹۰۳ – ۲۲ آوریل ۱۹۸۳) که عموماً با نام ارل "فاذا" هاینز (به انگلیسی: Earl "Fatha" Hines) شناخته می‌شد، موسیقی‌دان و پیانیست برجسته‌ی جاز اهل ایالات متحده آمریکا بود. او از تأثیرگذارترین چهره‌ها در گسترش پیانوی جاز به‌شمار می‌رود و از معدود پیانونوازانی است که نوازندگی‌شان نقشی مهم در تاریخ موسیقی جاز داشته است.